# Coatlicue Corona
Coatlicue Corona est une corona, formation géologique en forme de couronne, située sur la planète Vénus par 63,2° N et 273° E. Elle est localisée dans le quadrangle de Metis Mons. Elle a été nommée en référence à Coatlicue, déesse aztèque de la Terre. 

## Géographie et géologie
Coatlicue Corona couvre une surface circulaire d'environ 199 km de diamètre. 